# ابن لا أحد (فلم)
ابن لا أحد (بالإنجليزية: The Son of No One)، هو فيلم دراما، تم إنتاجه في الولايات المتحدة وصدر سنة 2011، بطولة تشانينج تيتوم وكيتي هولمز وآل باتشينو وراي ليوتا.

## القصة
ضابط شرطة شاب يتم تعينه في المنطقة التي ولد ونشأ بها، لكن شئ ما يقلقه، شئ يخفيه عن زوجته وأطفال، شيئاً يحاول دائماً نسيانه، فهل برجوعه لمكان نشأته ينكشف السر.

## الميزانية والإيرادات
كلف الفيلم 15 مليون دولار وحقق أرباح تقدر بـ 1.1 مليون دولار.

## وصلات خارجية
- مقالات تستعمل روابط فنية بلا صلة مع ويكي بيانات